# Маконелов пиринчев хрчак
Маконелов пиринчев хрчак или Маконелов пиринчев пацов (лат. Euryoryzomys macconnelli, енгл. MacConnell's rice rat, рус. Рисовый хомяк Макконнелла) је врста глодара из породице хрчкова (лат. Cricetidae). 

## Распрострањење
Врста има станиште у Бразилу, Венецуели, Гвајани, Еквадору, Колумбији, Перуу, Суринаму и Француској Гвајани.

## Станиште
Маконелов пиринчев хрчак има станиште на копну.

## Угроженост
Ова врста није угрожена, и наведена је као последња брига јер има широко распрострањење.

### Популациони тренд
Популациони тренд је за ову врсту непознат.